# De Kwakel

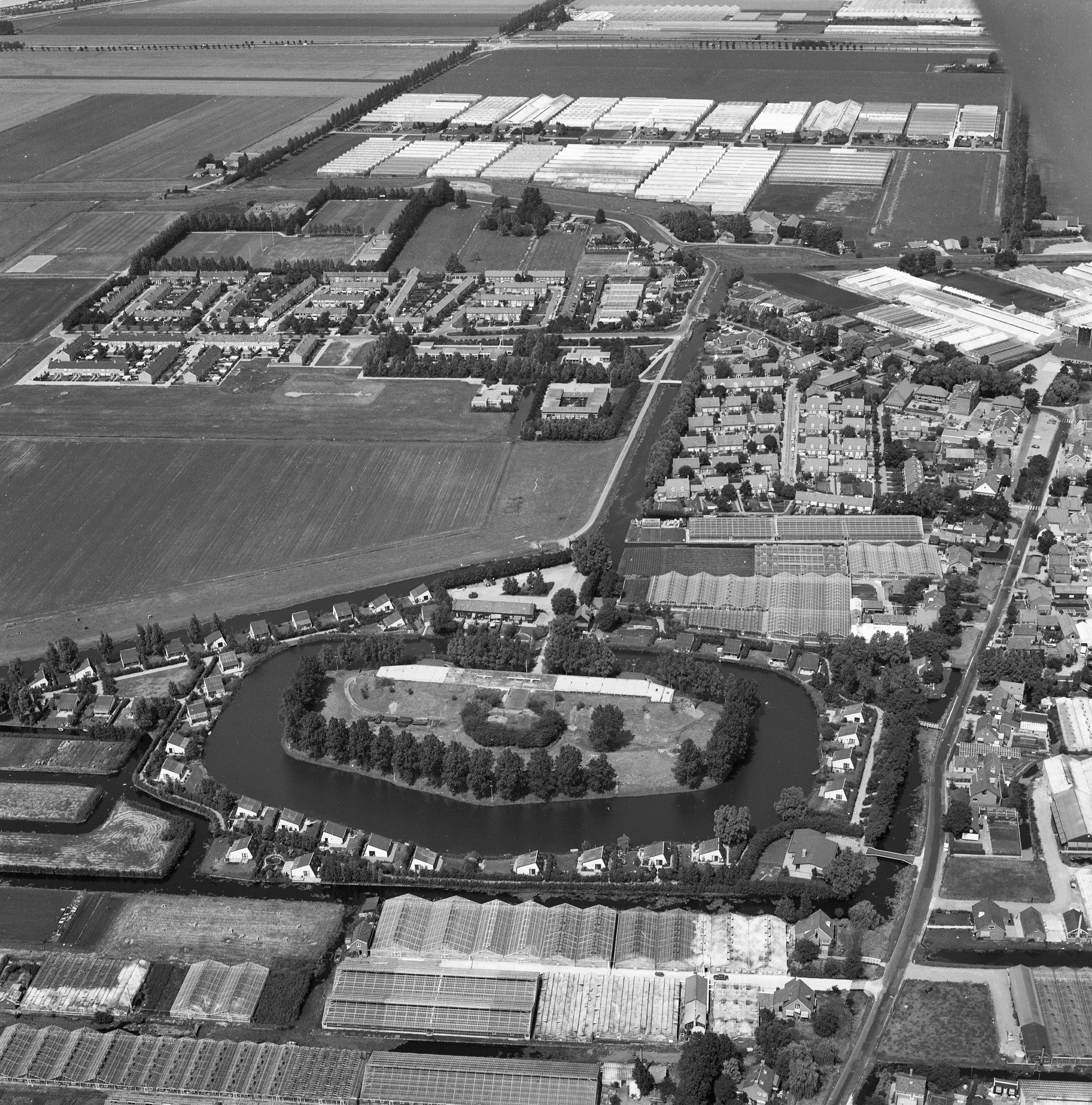
Luchtfoto De Kwakel richting het noorden

De Kwakel is een dorp in de gemeente Uithoorn, in het zuiden van de Nederlandse provincie Noord-Holland, vlak bij de grens met Zuid-Holland. Het dorp heeft 4.780 inwoners (telling 1 januari 2023). De Kwakel wordt omringd door Uithoorn, Kudelstaart en Aalsmeer. De historische naam van De Kwakel is Quackel.

## Geschiedenis
De geschiedenis van de Kwakel begon vanaf het jaar 1000 ten gevolge van het aanvangen van de ontginning van de Hollandse veengebieden. Vanuit het Sticht trokken boeren het veengebied in om de beboste moerassen om te zetten in landbouwgrond en voor zichzelf een nieuw bestaan op te bouwen. Hiermee brachten ze dit gebied onder controle van het Sticht Utrecht. Het land rond de veenstroom de Drecht, vanaf Uithoorn, Amstel, was een van de eerste stukken land die men begon te ontginnen.
In 1085 kwam het gebied in handen van het kapittel van de Sint Jan in Utrecht. Hierdoor kwam het bekend te staan als de Proosdijlanden, vernoemd naar de proost, de leider van het kapittel. Om het land te ontginnen kapte men de bomen en groef men haaks op bestaande veenstromen sloten, daarmee ontstonden percelen voor boerderijen. Destijds was er nog maar weinig hoogteverschil in het landschap. Maar de afwatering van de boerenakkers, verzorgd door de sloten, zorgde er voor dat de grond inklonk. Hierdoor kwam het land lager te liggen en werd het bedreigd door het water. De grotere veenstromen moesten bedijkt worden, zo ook de Drecht, de Kromme Mijdrecht en de Amstel. Kleinere stromen, zoals de Kleine Drecht, werden niet bedijkt.
Terwijl de ontginning voort duurde en het polderlandschap zich duidelijker af begon te tekenen, groeide de bevolking gestaag. Om meer grond voor landbouw beschikbaar te maken werden windmolens ingezet die het land droog maalden. Hierdoor klonk de grond nog verder in. Dit had tot effect dat de polder te nat werd voor akkerbouw en de Proosdijlanden in de 15e eeuw over gingen tot veeteelt. Tijdens de oorlog van 1482 tussen Holland en Sticht werden de Proosdijlanden geplunderd door Hollandse troepen.
Hoewel het land waarop de Kwakel ligt, al vanaf de 11e eeuw ingepolderd was en het ook al vanaf die tijd bewoond moet zijn, is er geen middeleeuws schriftelijk bewijs dat er toen al een Kwakelse dorpsgemeenschap was. Maar het moet ergens in de late middeleeuwen zijn geweest dat er een klein centrum ontstond ter hoogte van waar nu de T-splitsing van de Kerklaan, de Boterdijk en het Kwakelsepad is. Hier kruiste het voetpad tussen Uithoorn en Kudelstaart, de Kleine Drecht. Om de Kleine Drecht over te steken bouwde men een hoge kwakelbrug, waaraan het dorp zijn naam ontleent. De datum dat deze brug voor het eerst verscheen is onduidelijk, maar het was in ieder geval voor 1576. In de tweede helft van de 17e eeuw waren er bij de brug een herberg en een kaatsbaan te vinden.
Omdat er geen kerk was in de Kwakel gingen de Kwakelaars naar de kerk bij Vrouwentroost. Maar de Reformatie en de daaropvolgende Tachtigjarige Oorlog zorgden er voor dat het katholicisme in de Nederlandse Republiek werd verboden. De Kwakelaars bleven echter tegen de wensen van de overheid in katholiek. Rond 1600 ontstond er hierdoor een schuilkerk die illegaal Roomse diensten had. Deze kerk stond op de plek waar tegenwoordig nog steeds de dorpskerk staat. De Kwakelaars gebruikten hun lokale overmacht om de arm der wet buiten te houden, zo was het zonder boot bijna onmogelijk om je door de polder te verplaatsen en werd een kwaadwillende schout simpelweg bootdienst geweigerd.
Tijdens de 18e eeuw liep de welvaart van de Kwakel terug omdat de boeren de veengrond af staken om deze als turf te verkopen aan de mensen in de grote steden. Hierdoor verdwenen veel polders en ontstonden er grote plassen. Ten noorden van de Kwakel ontstonden op deze manier de Legmeer en de Poel. Dit afsteken zorgde op de lange termijn voor een afname van de welvaart omdat er veel productieve grond verloren ging, maar ook omdat het zorgde voor grotere verspreiding van ziektes. Paalwormen en runderpest hadden ook een groot effect op de welvaart. 
Wel kwam er aan het einde van de 18e eeuw een eind aan de vervolging van Katholieken doordat de Bataafse Republiek geloofsvrijheid garandeerde. In 1800 kreeg de Kwakel dan ook een nieuwe kerk, waar in 1819 een kerkhof aan toe werd gevoegd.
Aan het begin van de negentiende eeuw was er veel armoede in het dorp. De Kwakel was een gehucht met slechts enkele honderden inwoners. Het lag vrij afgesloten van de wereld, de paden naar Uithoorn, Kudelstaart en ook Vrouwenakker waren van slechte kwaliteit. Veel vervoer ging per boot. Het dorp had te lijden onder herhaalde uitbraken van besmettelijke ziektes, zowel onder de inwoners als onder het vee. In 1832 brak er een longziekte uit bij het vee en tussen 1866 en 1867 heerste er runderpest. Voor de inwoners was vooral cholera een grote bedreiging. In 1833, 1849 en 1867 waren er epidemische uitbraken. Het ging gepaard met hoge kindersterfte. Vaak waren meer dan de helft van de overledenen in het dorp onder de 12 jaar oud. Er was daardoor geen noemenswaardige bevolkingsgroei. In 1845 telde het dorp 400 inwoners, 180 in het centrum, 160 langs de Boterdijk en 60 bij de Vrouwenakker.
In deze wereld vol armoede, ziekte en dood was de Kerk belangrijk. Ze regelde de armenzorg in het dorp en werkte als een verenigend instituut voor de inwoners. De zondagse kerkgang was een van de weinig uitjes voor de dorpelingen en vormde een sociaal samenkomen dat de eenheid van het dorp versterkte. De kerkgemeenschap en de dorpsgemeenschap vielen bijna samen. In 1875 kreeg het dorp een nieuw neogotisch kerkgebouw. Tijdens de bouw bleek hoe belangrijk het geloof voor de dorpelingen was, de arme parochie van maar 382 personen haalde duizenden guldens op om het kerkgebouw te bekostigen. Ook het grootste volksvermaak van het dorp, de kermis, die elke september nog wordt gehouden, is van kerkelijke oorsprong. De kermis was voor de Kwakelaars het belangrijkste feest van het jaar en bestond uit festiviteiten en verzetjes.
Vanaf de jaren 1880 veranderde er in snel tempo veel in het dorp. De effecten van de industriële revolutie en zijn technologische vooruitgang hadden nu ook de Kwakel bereikt. Zo was het halverwege de 19e eeuw duidelijk geworden dat er iets moest gebeuren aan de slechte bereikbaarheid van het dorp. In 1885 werd de Boterdijk verbeterd en in 1888 volgde een verbetering van de Drechtdijk. Deze wegen werden betaald met de opbrengsten van een tolhuisje dat kwam te staan op de driesprong waar ooit de oude quakelbrug was geweest. Tussen 1881 en 1884 werden de Poel en de Legmeer ingepolderd, waardoor er ten noorden van het dorp meer land bij kwam. Hierdoor was er meer land en groeide de bevolking. Ook was het contact met Kudelstaart en Aalsmeer nu makkelijker. De in 1879 geopende openbare school werd al snel te klein en voldeed ook niet aan de wensen omdat de school niet Katholiek was. In 1909 kwam er in het centrum de Rooms-Katholieke Heilige Hartschool. In 1898 was er in het dorp ook een vestiging van de Coöperatieve Boerenleenbank geopend. Hiernaast werd er vanaf 1890 als onderdeel van de stelling van Amsterdam het Fort bij De Kwakel gebouwd. Het fort werd in 1906 opgeleverd. In 1911 kwam er een treinstation, in 1912 werd het dorp aangesloten op het elektriciteitsnetwerk en in 1913 streken de eerste tuinders in de Kwakel neer. Hoewel de eerste kas pas in 1927 verscheen.
De Kwakel ging het vanaf het begin van de 20e eeuw vooral voor de wind. Binnen de verzuiling bloeide in de jaren '20 en ’30 het verenigingsleven op. Muziekvereniging TAVENU, toneelvereniging St. Genesius, damclub ‘Kunst en Genoegen’ en de, later weer opgeheven, ‘voetbalvereniging onder parochiaal verband’ stammen uit deze tijd. Wel had het dorp het zwaar te verduren tijdens de economische crisis van de jaren 30. Veel land- en tuinbouwers raakten werkloos en waren op de staat aangewezen voor hulp. Zelfs de kerk had niet genoeg middelen om iedereen te helpen.
Op 10 mei 1940 vielen de Duitsers Nederland binnen. Al op de eerste dag raakte de Kwakel verzeild in oorlogshandelingen omdat de Koninklijke Luchtmacht en de Luftwaffe vochten boven Schiphol. Hierbij werden er ook enkele bommen afgeworpen in de buurt van het fort van de Kwakel. Na de capitulatie van het Nederlandse leger op 15 mei 1940 kwam ook De Kwakel onder Duitse bezetting. Het dorp werd aan de gebruikelijke oorlogsmaatregelen onderworpen: Duitse indoctrinatie, een avondklok, marcherende colonnes, razzia’s, inkwartiering, het confisqueren van fietsen en verduistering. Ook het oorlogsgeweld ging door. geallieerde bommenwerpers wierpen bommen af boven het dorp en bij de Legmeerdijk stortte een Duitse V1 vliegende bom neer. Tijdens de Hongerwinter gaven veel Kwakelaars wat ze konden aan de rondtrekkende, hongerige stedelingen. De oorlog was voor iedereen een zware periode.
Na de oorlog ging het leven weer verder zoals daarvoor het geval was geweest. De verzuiling nam weer zijn oude vorm aan en de kermis werd weer gevierd. In 1945 een nieuwe voetbalvereniging opgericht, SV KDO. Na de oorlog begon het dorp wel in rap tempo met groeien. Naast het centrum werd een nieuwe wijk opgetrokken rond de mgr Noordmanlaan. Deze laan werd vernoemd naar mgr J. J. J. Noordman die tussen 1940 en 1952 pastoor van het dorp was en zich in de moeilijke oorlogstijd zeer geliefd had gemaakt. De aanleg van deze laan was de eerste keer dat er werd afgeweken van de tot dan toe zo bepalende lintbebouwing langs de Kleine Drecht en het Kwakelsepad. Ook langs de Boter- en Drechtdijk kwamen meer huizen te staan. De opening van de mgr. Noordmanlaan leidde er ook toe dat het laatste deel van de Kleine Drecht werd gedempt waardoor de dorpskern ongeveer haar huidige uiterlijk kreeg.
Ondertussen was de oude Sint-Johannes Geboortekerk uit 1875 in slechte staat door constructiefouten en verzakking. In 1959 werd de torenspits ervan afgehaald vanwege instortingsgevaar. Maar de enige blijvende oplossing voor de instabiele kerk bleek om deze te slopen. Tegelijkertijd werd er aan een nieuwe kerk gebouwd. In 1968 stonden de twee kerken naast elkaar, de oude, neogotische kerk en de nieuwe, modernistische kerk. Je zou het bijna als symbool kunnen zien van een veranderend dorp. Want ook in de Kwakel kwam de ontzuiling midden jaren '60 op gang. Het oude katholieke dorp, overheerst en verenigd door de kerkgemeenschap, werd een vrijer dorp waar geloof steeds minder belangrijk werd. De oude kerk werd datzelfde jaar nog gesloopt.
Ook in 1968 kwam er een nieuwe school, de Robert Kennedy, vernoemd naar de Amerikaanse presidentskandidaat die dat jaar werd vermoord. Deze school kwam te staan in de Kuil, zoals het Kwakelse deel van de Zuiderlegmeerpolder wordt genoemd. In de Kuil was men namelijk vanaf de vroege jaren '60 begonnen aan de aanleg van een nieuwe wijk. Naast nieuwe woonwijken kwam er ook nieuwe tuinbouwgrond in het dorp, in 1973 werd het land tussen het fort en de Drecht heringedeeld in een zogeheten ruilverkaveling. Dit kwam de Kwakelse tuinbouw zeer ten goede.
In 1976 werd het 400-jarig bestaan van het dorp gevierd en bij deze gelegenheid werd ook het polderfeest geïntroduceerd, dat tot op heden gevierd wordt. De groei van de omvang van het dorp bleef doorzetten in de jaren '70 omdat de grote katholieke gezinnen van enkele decennia eerder, de Kwakelse honkvastheid en verbeterde gezondheidszorg de bevolking hadden doen groeien tot nieuwe hoogte. Zo werd de mgr. Noordmanlaan uitgebreid met de toevoeging van de Wilgenhof. Ook ontstond er vaste bewoning rond het oude fort, dat sinds 1959 niet meer in gebruik was. Maar nog bijzonderder was de realisatie van de Kuil II. Voor deze wijk was aanvankelijk geen toestemming gegeven en dat bracht de Kwakelaars er in 1977 toe te gaan protesteren op het Binnenhof. Hierbij werd een petitie aangeboden aan minister Willem Aantjes. Met succes, want in 1978 kon men beginnen met de aanleg van de wijk. In de recentste geschiedenis kwamen er nog meer wijken bij. In de jaren '90 kwamen langs de Boterdijk de Hooi-, Gras- en Distellaan. In diezelfde periode werd het laatste deel van de Kuil volgebouwd met het bouwplan Kuil III. De Robert Kennedy werd in 2006 afgebroken en vervangen door basisschool de Zon die eveneens in de Kuil staat. In de vroege 21e eeuw verrees achter de kerk een nieuwe wijk bekend als het zwarte dorp. In 2011 werd tegen de Boterdijk aan de Oker aangelegd en vanaf 2018 heeft ook de woningbouw langs de Iepenlaan een hoge vlucht genomen.

## Politiek
Ten tijde van het ontstaan van de parlementaire democratie in Nederland in 1848 had de Kwakel als arm dorp waarschijnlijk maar weinig kiesgerechtigden, aangezien die status nog decennia alleen aan gegoede burgers bleef voorbehouden. Daarnaast was de Kwakel in het toenmalige districtenstelsel overgeleverd aan de andere, vaak veel grotere, plaatsen die ook in het kiesdistrict lagen. Pas met de invoering van een evenredig stelsel en algemeen mannenkiesrecht in 1918, en nog sterker na de uitbreiding van het actief kiesrecht naar vrouwen in 1919, kregen de gewone Kwakelaars de kans om hun stem te laten horen. Dankzij de sterke religieuze identiteit van het dorp was deze stem aanvankelijk zeer monolithisch katholiek. Voor de oorlog betekende dit een stem op de RKSP, daarna op de KVP. Mede door de Kwakelse stem ging de meerderheid van de stemmen in de gemeente Uithoorn tussen 1918 en 1963 vrijwel steevast naar de grootste katholieke partij. Vanaf de jaren '60 begon de ontzuiling en ontkerkelijking de politieke kleur van het dorp te beïnvloeden. Toch zou het CDA, waar de KVP in 1980 in was opgegaan, nog lang de grootste partij in het dorp blijven. De politieke kleur van het dorp veranderde slechts langzaamaan van katholiek naar liberaalconservatief. Zo werd in het decennium van Rutte de VVD de grootste partij van het dorp. Bij de Tweede Kamerverkiezingen van 2010 haalden de liberalen 36,03% van de stemmen. Bij de Tweede Kamerverkiezingen van 2012 zorgde de tweestrijd tussen de VVD op rechts en de SP, later de PvdA, op links tot een aanzuigende werking die rechtse stemmers naar Rutte trok. Hierdoor won de VVD in de Kwakel dat jaar op uitzonderlijke wijze een meerderheid met 52,24% van de stemmen. Bij de Tweede Kamerverkiezingen van 2017 daalde dat percentage naar 38,92%. Bij die verkiezing konden door het terugstromen van rechtse kiezers naar hun oude partijen, de PVV (met 13,73%) en het CDA (13,02%) weer op een tweede en derde positie rekenen, in 2010 was dat nog omgekeerd geweest (CDA 18,07%, PVV 16,25%). Een discontinuïteit in de VVD dominantie diende zich aan bij de Provinciale Statenverkiezingen van 2019 waarbij het Forum voor Democratie de grootste partij van de Kwakel werd. Op beide stembureaus in het dorp was dit echter wel met minder dan één procent verschil ten opzichte van de VVD. Bij de Tweede Kamerverkiezingen van 2021 herstelde de VVD zich weer als grootste partij, hoewel de krimp ten opzichte van 2012 en 2017 doorzette, mede dankzij de grote versnippering die deze verkiezingen kenmerkte daalde het percentage VVD naar 32,63%. Door de goede score van D66, die met 14,43% de nieuwe tweede partij van het dorp werd, verdween de PVV met 11,19% van de stemmen naar de derde plek en het CDA (10,63%) zelfs naar de vierde.

## Vrouwenakker
De Vrouwenakker bestaat uit de bewoning aan weerskanten van de brug over de Drecht. Dit betekent dat een deel van de Vrouwenakker in de Kwakel ligt en een ander deel in Nieuwveen. De naam Vrouwenakker is ontstaan toen een vrouwelijke adellijke grondbezitter hier land in eigendom kreeg.

## Galerij

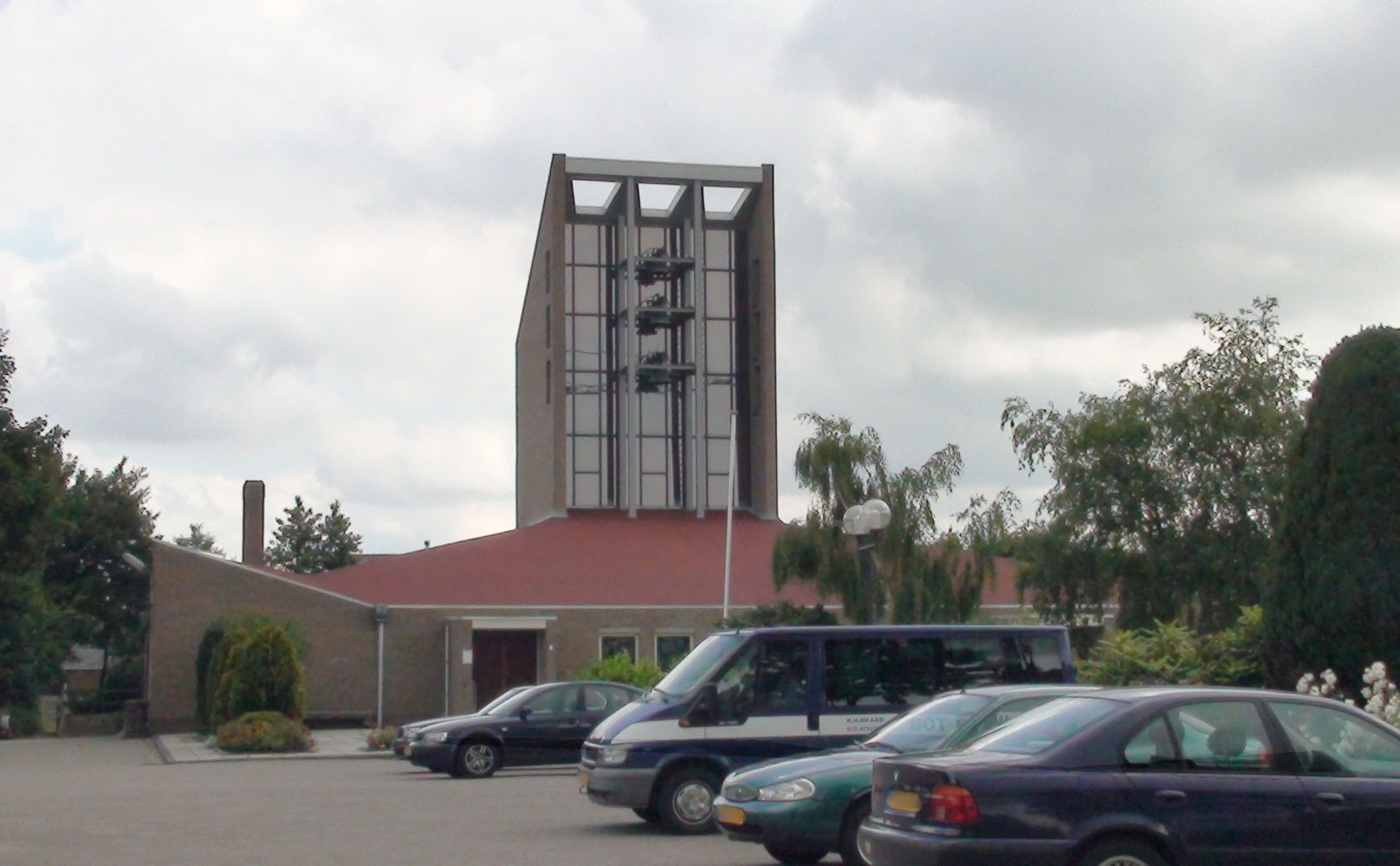
Kerk van de Kwakel
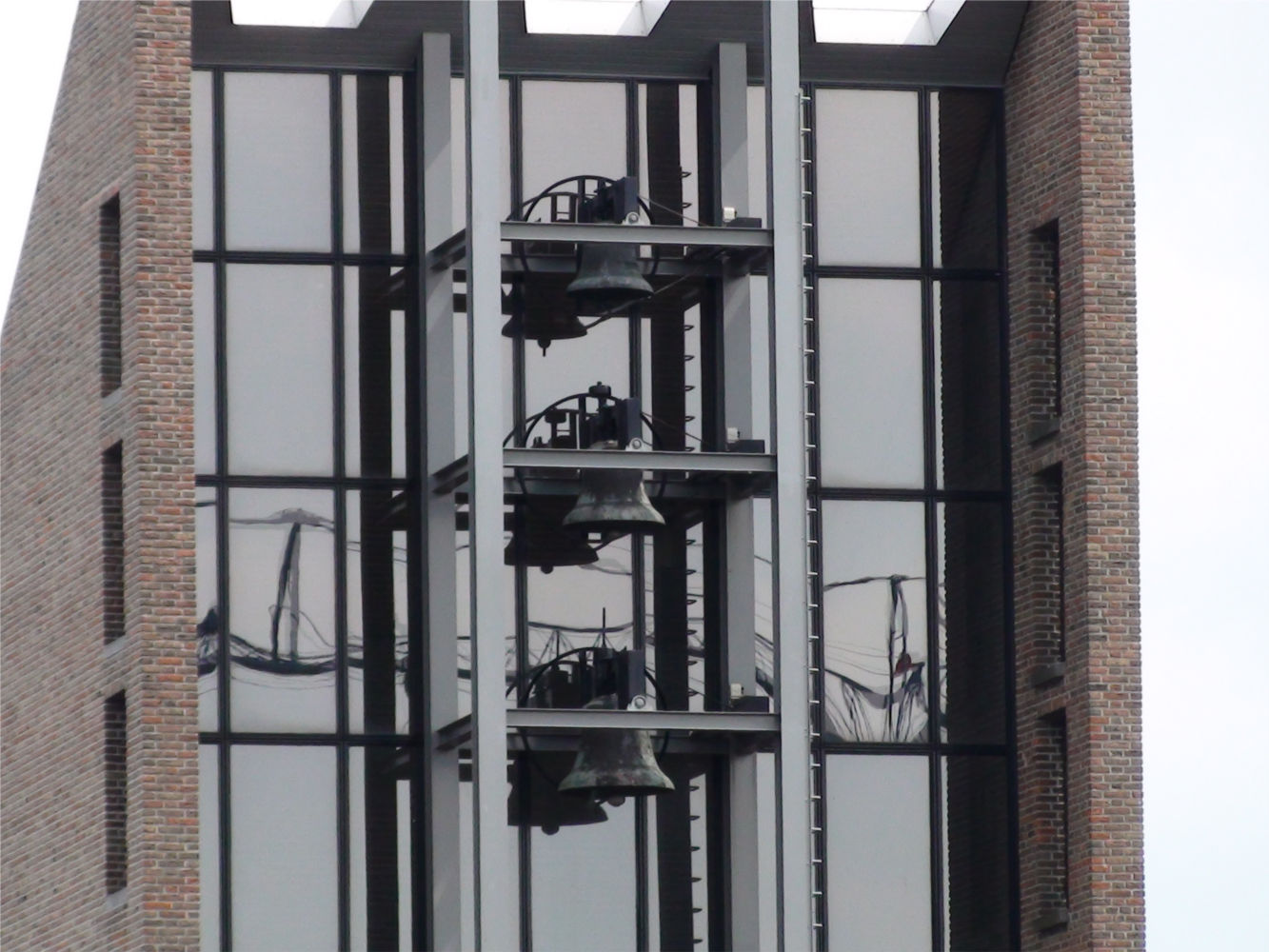
Detail (klokken in klokkentoren) van de kerk
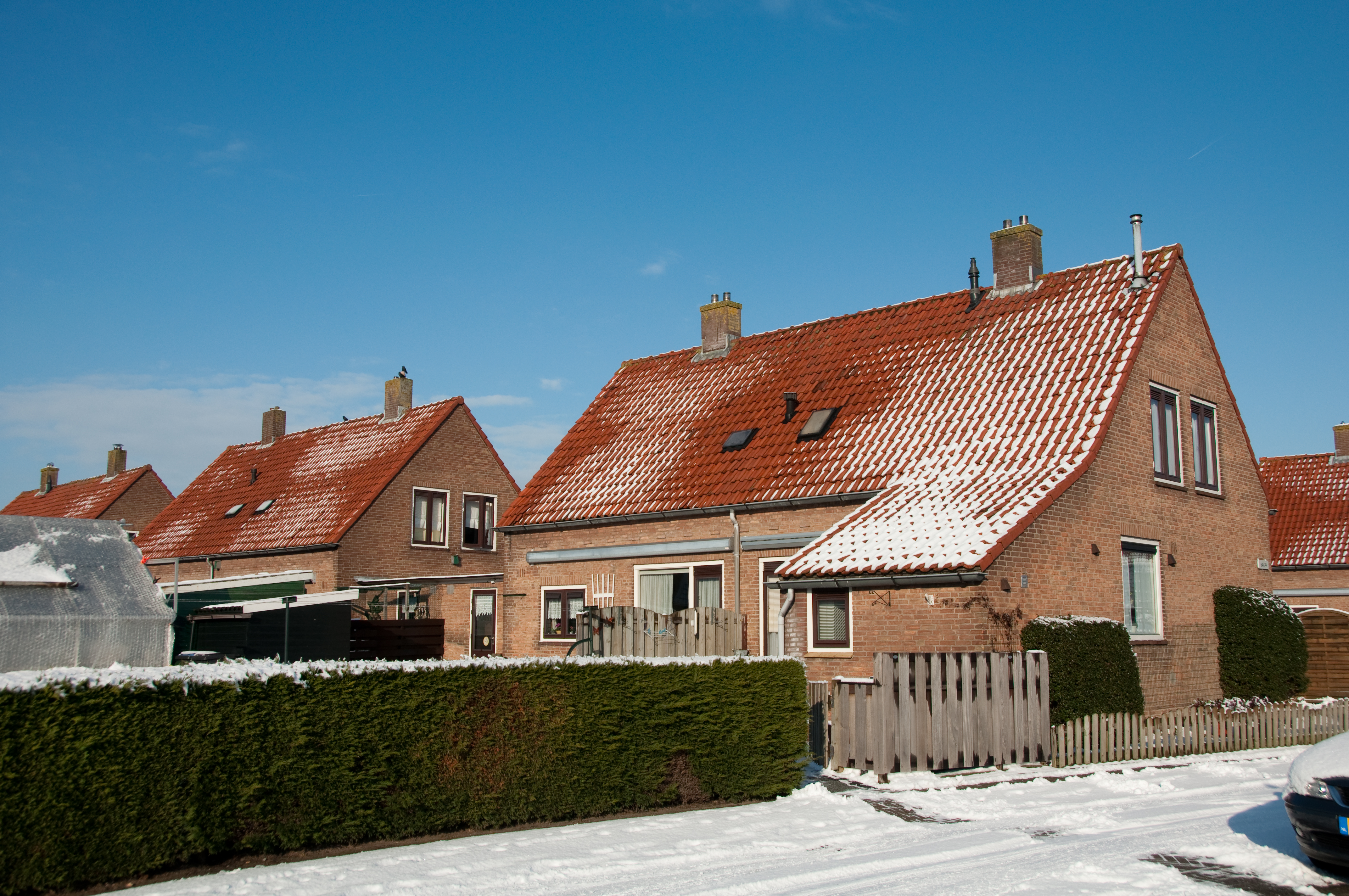
Mgr. Noordmanlaan
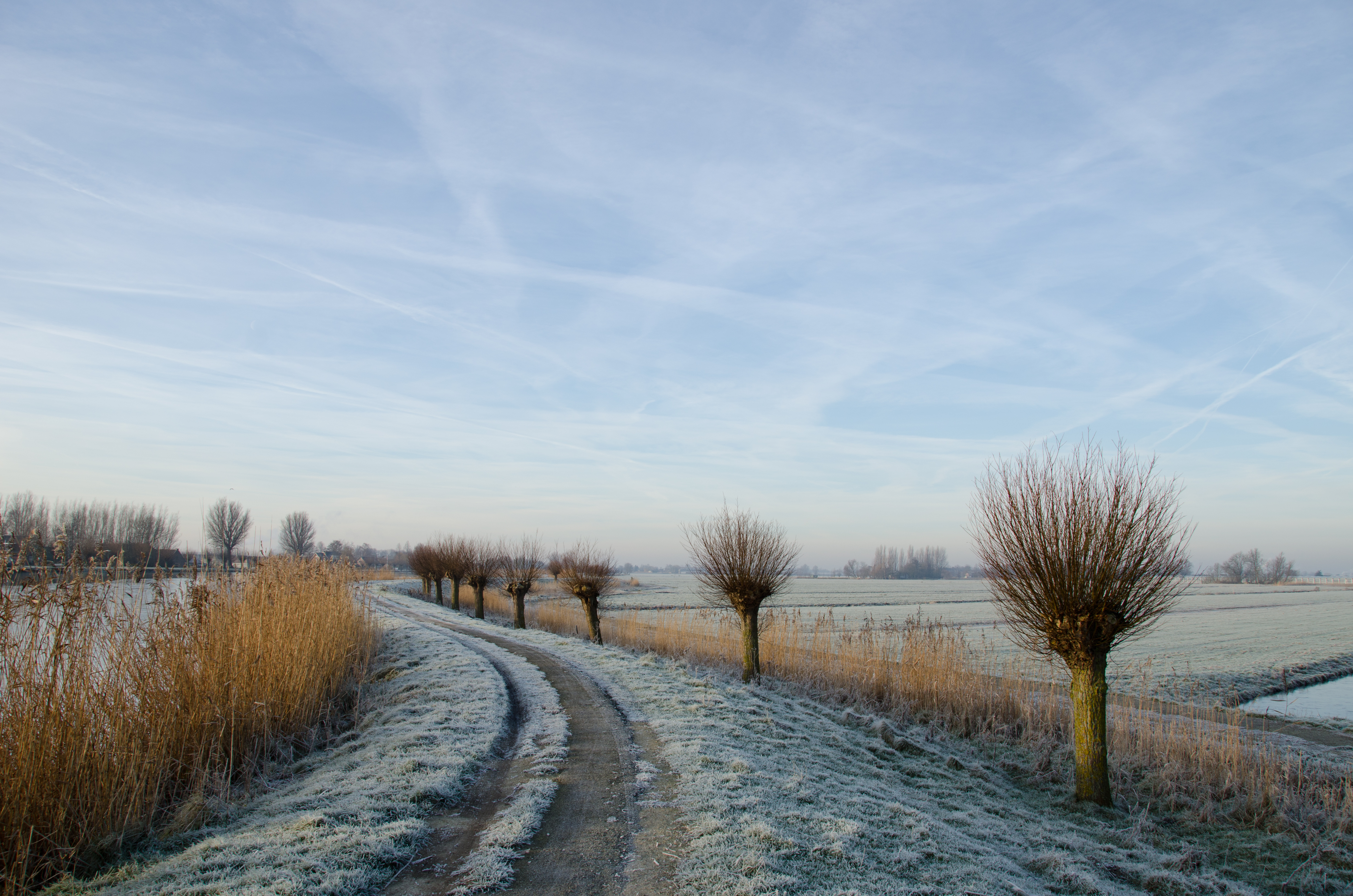
Het Jaagpad
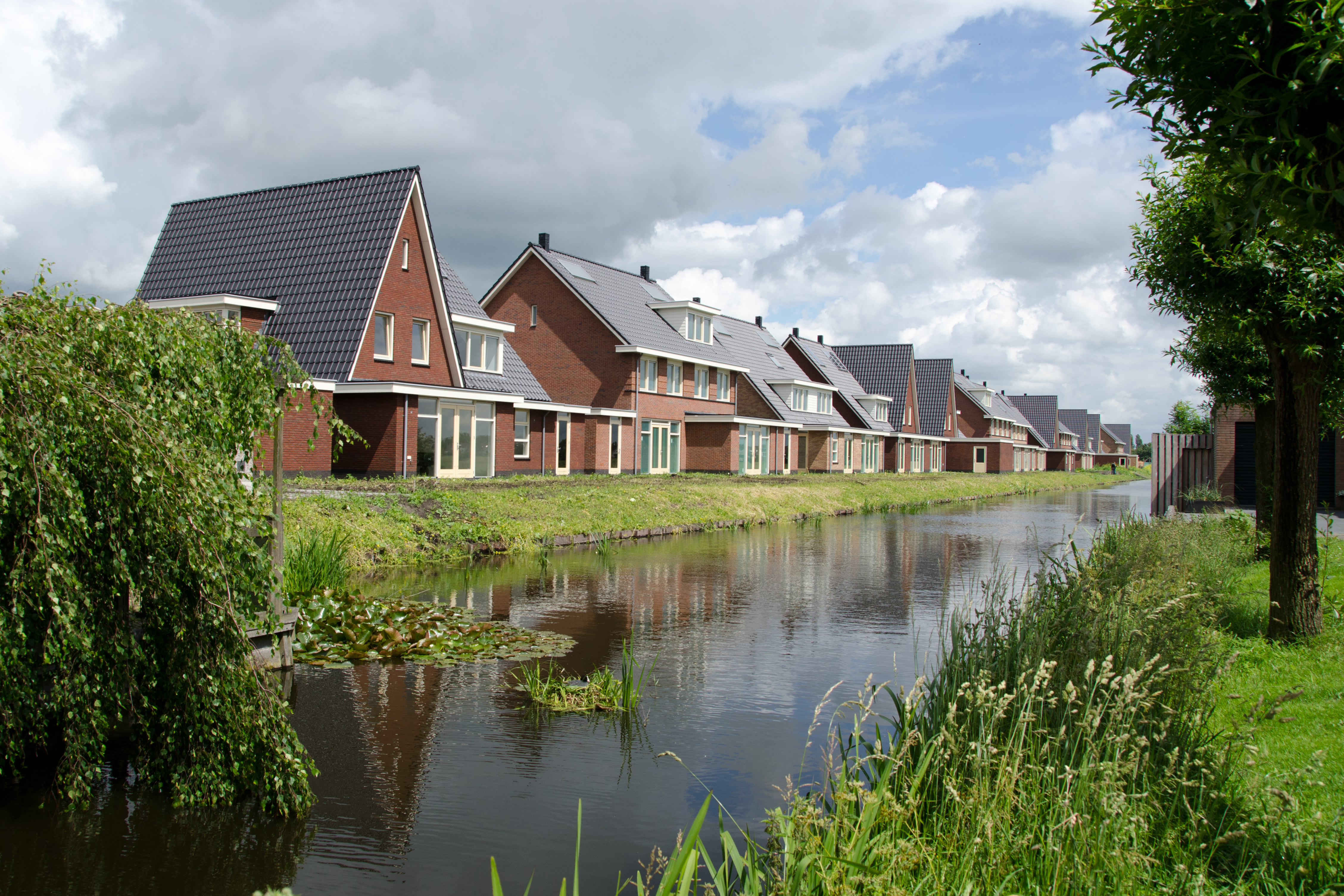
Pastoor J. van Dijklaan
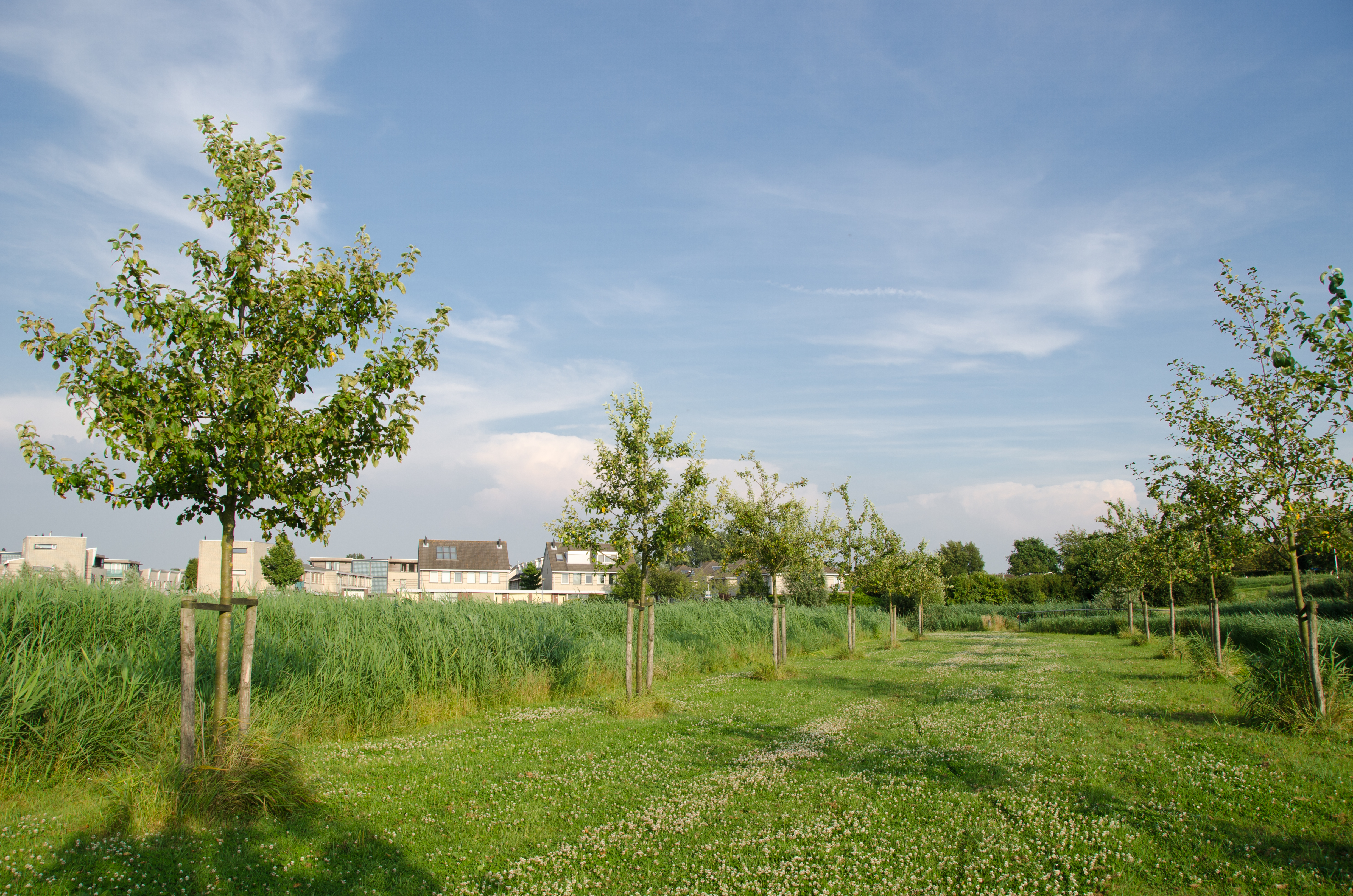
Fruitbomen in het Egeltjesbos

## Geboren
- Peter Zijerveld (1955), triatleet en wielrenner
- Rozemarijn Alderden (2004), handbalster